# Suché Brezovo
Suché Brezovo es un municipio del distrito de Veľký Krtíš en la región de Banská Bystrica, Eslovaquia, con una población estimada a final del año 2024 de 77 habitantes.
Se encuentra ubicado al suroeste de la región, en la cuenca hidrográfica del río Ipoly —un afluente izquierdo del Danubio— y cerca de la frontera con la región de Nitra y con Hungría.

## Demografía
| Año        | 1994 | 2004     | 2014     | 2024     |
| ---------- | ---- | -------- | -------- | -------- |
| Población  | 138  | 122      | 101      | 77       |
| Diferencia |      | −11,59 % | −17,21 % | −23,76 % |

| Año        | 2023 | 2024    |
| ---------- | ---- | ------- |
| Población  | 78   | 77      |
| Diferencia |      | −1,28 % |